# 成田泰季
成田泰季（生年不詳－1590年）是日本戰國時代至安土桃山時代的武將。成田親泰的三男。兄長是成田長泰、小田朝興。兒子有成田長親。武藏國忍城城代。
天正18年（1590年），在豐臣秀吉發動小田原征伐時從屬於後北條氏，在豐臣方的石田三成率領軍勢進攻忍城時在城中進行籠城戰與其對抗，因為城主成田氏長率領援軍前往小田原城而不在，於是代替氏長守城而在戰鬥中死去。